# Bernfried E. G. Pröve
Bernfried E. G. Pröve (* 6. Januar 1963 in Braunschweig) ist ein deutscher Dozent, Komponist und Organist.

## Biografie
Nach dem Abitur an der Gaußschule in Braunschweig studierte Pröve von 1982 bis 1985 Schulmusik, Orgel und Komposition an der Universität der Künste Berlin. Seine Lehrer waren Rudolf Heinemann (Orgel) und Isang Yun, Frank Michael Beyer und Witold Szalonek (Komposition und Instrumentation). In den Jahren 1985 bis 1991 folgte ein Kompositions-, Musiktheorie-, Dirigier- und Orgelaufbaustudium an der Staatlichen Hochschule für Musik Freiburg bei Klaus Huber, Peter Förtig, Brian Ferneyhough (Komposition und Musiktheorie) und Mesías Maiguashca (Elektronische Musik), sowie Zsigmond Szathmáry (Orgel) und Francis Travis (Dirigieren). Anschließend belegte er Kompositionskurse bei Franco Donatoni, Elliott Carter, Gérard Grisey, Tristan Murail und Philippe Manoury. Sein Diplom erwarb er 1994. Im gleichen Jahr erhielt er ein Stipendium für die Villa Massimo in Rom.
Im Jahr 1995 wurde er für den einjährigen „Cursus de composition et d’informatique musicale“ ausgewählt und studierte daraufhin an der École des Hautes Études en Sciences Sociales bei Hugues Dufourt. Gleichzeitig studierte er bei Peter Eötvös am „International Peter Eötvös Institut“ Dirigieren. Pröve dirigierte u. a. das Klangforum Wien sowie die Gächinger Kantorei Stuttgart während eines Dirigierkurses bei Helmuth Rilling.
Kompositionsaufträge erhielt er u. a. aus Donaueschingen für: „Fernung-Horizont-Nähe“ für großes Orchester und 4 Orchestergruppen, der Musikreihe Ars Nova, dem SWR-Stuttgart für sein Chorwerk „Merz-Transitus“, der Staatsoper Hamburg für das Orchesterstück „Anthaer“, der Biennale Neue Musik Hannover, dem Musikfestival Metz für das Orchesterwerk „Diastase“, der Jenaer Philharmonie für die 1. Sinfonie und dem Staatstheater Braunschweig für sein Ballett „Die Reise zu den sieben Planeten“, dem Gärtnerplatztheater München für sein Ballett "Der kleine Prinz" nach St. Exupery, der Bibel-& Kulturstiftung für das multimediale Oratorium „Josef und seine Brüder“. 1989 war er 1. Composer in residence der Staatsoper Hamburg und schrieb im Auftrag der Hamburger Staatsoper das Auftragswerk "ANTHA" 1991 war er mit seinem Werk „Tract“ für Ensemble der europäische Vertreter beim „World Composers Forum“ in Montreal und wurde für die Vorrunde des Kompositionswettbewerbs „Gläserne Fabrik“ Dresden ausgewählt.
Er gab Kompositionskurse u. a. in Skopje und der Hochschule für Musik Dresden. Seit 1997 betreibt er das CD-Label „edition zeitklang Musikproduktion“ und den Verlag „Master Arts Music Publishing“. Von 1997 bis 2000 war er Chorleiter und Organist an der Petri-Pauli-Kirche in Bad Münder. Seit dem Jahr 2000 ist er Dozent für Klavier und Komposition an der New Yorker Musischen Akademie Braunschweig. Im März 2007 hatte er eine Einladung als Dozent für Komposition am Musikkonservatorium in Peking. In den Jahren 2007 und 2008 war er Professore di musica an der Scuola Germanica in Genua, von 2008 bis 2011 war Pröve Iswasdoc-Kolloquium-Teilnehmer bei Professor Eckhardt Bauer an der Kunsthochschule Braunschweig.

## Werke (Auswahl)

### Solo und Kammermusik

#### Klavier
- Klaviersonate 1, 1997.
- Klaviersonate 2, 1998.
- Klaviersonate 3, 2005.
- Klaviersonate 4, 2006.
- Klaviersonate 5, 2007.
- Klaviersonate 6, 2013.
- Klaviersonate Nr.7 (Transición), 2014, UA 23. Januar 2015 Musische Akademie Braunschweig.
- 3 Klavierstücke, „Contours“, „Harp“, „Harmonies“. Veröffentlicht auf: Sheila Arnold - Miniaturen für Klavier, edition zeitklang Musikproduktion 2003.
- „Etude Nr. 2 Harmonie“ für Klavier.
- „Les Cloches Transfigurées“ für 1/16-Ton Klavier. Veröffentlicht auf: The Carillo 1/16 Tone Piano, edition zeitklang Musikproduktio.
- „Les Cloches Transfigurées“ für 1/16 Ton-Klavier, 2003, Veröffentlicht auf: Bernfried E.G. Pröve, Elektronische Musik I edition zeitklang Musikproduktion.

#### Orgel
- Orgelsymphonie Nr. 1.
- Orgelsymphonie Nr. 2.
- Orgelsymphonie Nr. 3.
- Orgelsymphonie Nr. 4, UA März 2013, St. Ulrici-Brüdernkirche in Braunschweig.
- Orgelsymphonie Nr. 5: 1. Sternschnuppen, 2. Verschlungene Pfade, 3. Paradies, 4. Toccata/Finale. UA 9. November 2014, Petri-Pauli-Kirche in Bad Münder.
- Franziskuslegende für Orgel-solo, UA 21. April 2013, Stadtkirche St. Marien in Hof.

#### Weitere Instrumente
- „Punkt-Linie-Fläche“ für Sextet, 2008, UA: Konzerthaus Berlin.
- „MIRAGE I“ für Sextet, 2008, UA: Konzerthaus Berlin.
- „Air Nr. 2“, für Bassklarinette solo. Veröffentlicht auf. Volker Hemken - Interpretenporträt, edition zeitklang Musikproduktion.
- „Interference Nr. 4“ für Bassklarinette.
- „Écho à Gérard“ für 1/16-Ton Klavier. Veröffentlicht auf: The Carillo 1/16 Tone Piano, edition zeitklang Musikproduktion.
- „Herzstück I-III“ für Akkordeon. Veröffentlicht auf: Margit Kern - Heart, edition zeitklang Musikproduktion.
- „Ataraxie“ für Viola.
- „Illuminanz“ für Flöte solo, 2005, Bärenreiter Verlag, Kassel, Veröffentlicht auf: Isabelle Schnöller: Illuminanz, edition zeitklang Musikproduktion.
- „Choor II“ für Elektronik. Veröffentlicht auf: European Young Generation - ensemble Intégrales, edition zeitklang Musikproduktion.
- „Pulsation Nr. VII“ für Violoncello, Elektronik 2004.
- „Hommage à Satie“ für Saxophon, Klavier, Tonband, 2000/2003, Veröffentlicht auf: Bernfried E.G. Pröve, Elektronische Musik I edition zeitklang Musikproduktion.
- „Raum - ertasteter Umriß“ für Flöte, Oboe, Schlagzeug und Violoncello, Auftragswerk von Philips. UA 19. Juni 1991.
- Consumer Electronics für die Eröffnung des Vitra Design Museums (Weil am Rhein) Philips, 1991 Ballet.
- „Die Reise zu den sieben Planeten“ nach Saint-Exupérys „Der kleine Prinz“, Auftragswerk des Staatstheaters Braunschweig. UA 12. Oktober 2002.
- „Traumpfade – das Ende der goldenen Zeit“, UA 1989, Hochschule für Musik, Hamburg.

### Chor
- „Merz-Transitus“ Hommage à Kurt Schwitters für 36-stimmigen Chor, Auftragskomposition vom SWR Stuttgart. UA 15. März 2002.
- Reformationskantate, Libretto: Barbara Stühlmeyer, UA 5. November 2017 Braunschweig.

### Oper
- „Herzstück“, Kammeroper nach Heiner Müller, Auftragswerk des Theater Hof. UA 23. Januar 1977. Verlag: edition gravis Musikverlag, eg 495 Klavier.
- „Meister und Margarita“, Kammeroper nach Michael Bulgakov, 2002.
- „Die Reise“, nach Michael Bulgakov, 2003.
- „EZRA“, Kammeroper nach Ezra Pound, Libretto:Axel Klingenberg, 2005.
- „Auf der Suche nach der verlorenen Zeit“, Oper nach Marcel Proust, 2007.

### Orchester
- Fernung-Horizont-Nähe für großes Orchester und zwei Orchestergruppen, Auftragswerk für die Donaueschinger Musiktage. UA 16. Oktober 1992.
- Factory Sounds - the Metal Space für Tonband und Orchester.
- Tango Mortal für Klavier, Orchester, 2004.
- 1. Sinfonie für Orchester, 1997, Auftragswerk der Jenaer Philharmonie. UA Jena 1998.
- 2. Sinfonie für Orchester, 1999–2002.
- 3. Sinfonie für Orchester, 2003–2005.
- 4. Sinfonie für Orchester, 2006–2008.
- 5. Sinfonie für Orchester, 2008–2010.
- Plateau für große Orchester, 2004.
- Plateau Circulaire für kleine Orchester und Elektronik, 2004.
- Alteration No. 2 für 2 Flöten, 2 Oboen, 2 Klarinetten, 2 Fagotte, 2 Hörner, 4 Violinen, 2 Violen, 2 Violoncelli und 2 Kontrabässe, 2002, Auftragswerk der Michael Praetorius-Gesellschaft. UA Wolfenbüttel 2001.
- Apparation No. 1 für Orchester, 2002.
- Joseph und seine Brüder für 3 Solisten, 3 Chöre, Orchester, Orgel, Synthesizer, Tonband, 3 Videoscreens und Tänzerin.
- Pyramidenmusik I & II für Celesta, Marimbaphon, Percussion, Klavier, Synthesizer, Tonband, Vibraphon, 2005
- Into The Metal Space No. 3 für großes Orchester, 3 Percussionisten. UA ZDF 17. April 2005.
- Into The Metal Space No. 2 für Flöte, 4 Percussionisten, 2005.
- Into The Metal Space No. 1 für Klavier, Percussion, 2005.
- Punkt-Linie-Fläche, Hommage à Karlheinz Stockhausen. Für Sextett (Flöte, Klarinette, Violine, Viola, Violoncello, Klavier) eg 1805 Aufführungsmaterial leihweise, Verlag: edition gravis Musikverlag.
- Mirage I. Für Sextett (Flöte, Klarinette, Violine, Viola, Violoncello, Klavier) Verlag: edition gravis Musikverlag.
- Frottages I-III. Für Sopransaxophon, Schlagzeug und Klavier, Verlag: edition gravis Musikverlag.

## Preise und Auszeichnungen
- Preis beim Kazimierz Serocki Kompositionswettbewerb
- den Carl Orff Preis für Opernkomponisten
- den Grand Prix für Komposition der Jeunesses Musicales Belgrad
- den 1. Preis für seine Orchesterwerk „Anthaer“ der Landeshauptstadt Stuttgart